# 근로계약서
근로계약서(勤勞契約書, employment contract)는 노동자의 노동조건이 적힌 문서이다. 고용계약기간, 노동의 대가로 받는 임금(일용직은 일당 및 시급)의 금액 및 지급시기, 노동시간, 해고사유 등이 나와 있으므로 노동자의 권리를 보호하는 것으로 노동자에게는 중요한 문서이다. 관련서식으로는 연봉계약서, 고용계약서, 이력서, 입사지원서, 자기소개서 등이 있다.

## 개요
근로관계는 근로자와 사용자가 동등한 지위에서 자유의사에 의하여 결정한 계약에 의하여 성립하며 이러한 근로관계의 성립은 구술에 의하여 약정되기도 하지만 통상적으로 근로계약서 작성에 의하여 행하여지고 있다.
특히 급여나 근무시간 등의 세부적인 근로조건을 구두로 할 경우 고용주나 근로자가 서로 예측하지 못한 분쟁이 발생할 경우 크고 작은 법적 문제가 발생할 수 있으므로 서면으로 작성하여 계약 사항을 분명히 해야 한다.
계약서에는 계약 당사자인 사용자와 근로자의 인적사항과 근무부서, 직위, 급여조건, 근로시간 등의 꼭 필요한 내용으로 구성되어 편리하게 작성할 수 있다.

## 근로계약서의 활용
근로계약서에 근로계약기간을 1년으로 정하였는데, 당해 근로자가 근로계약기간을 다 채우지 못하고 사직하는 경우이다.
이 경우 사업장 특성에 따라 다소 달라 질 수 있지만 문제가 되는 것이 ‘업무인수인계’, ‘손해배상’의 문제 등이 발생될 수 있다.
일반적으로 기간의 정함이 없는 근로계약의 경우에, 사용자의 일방적 의사표시에 의한 해고의 경우에는 정당한 이유가 요구되고 정당한 이유가 없는 한 해고가 허용되지 아니하나, 근로자의 자유의사에 의한 퇴직 혹은 사직의 경우에는 정당한 이유를 요구하지 않는다.
즉, 근로자는 퇴직의 자유가 있는 것이다. 이 경우 사용자의 승낙이 없더라도 일정기간의 경과로 근로계약해지의 효력은 발생이 된다.
그러나 양 당사자간에 1년 이내의 기간을 정하여 근로계약을 체결한 경우에는 이를 존중하여 각자 성실히 이행할 의무가 있으므로, 노사 양당사자는 정당한 사유 없이 또는 상대방의 동의 없이 일방적으로 계약을 해지할 수 없다.
만약 근로자가 이를 위반하여 임의퇴직을 하는 경우, 사용자가 이를 승낙하지 않는 한 계약불이행에 따른 책임 및 손해배상 등이 발생될 수도 있다.
그러나 사용자는 근로자가 근로계약상의 근로계약기간을 다 채우지 못하고 퇴직하였다고 해서 근로자의 근로제공을 강제할 수 없으며, 이는 근로기준법상 강제근로금지 규정의 위반사유로 작용한다.
따라서 근로자가 근로계약기간을 다 채우지 못하고 사직하는 경우 당해 근로자의 책임 또는 사용자의 손해가 어느 정도 발생하는가의 문제는 단순히 근로계약기간을 채우지 못하였기 때문에 손해 등이 발생한다는 것이 아니라, 당해 근로자의 사정(퇴사 경위), 이로 인하여 사용자에게 구체적으로 어떠한 손해가 발생하였는지 여부 등이 종합적으로 고려되어 판단되어야 한다.
노사 당사자간 갈등의 씨앗은 감정적, 심리적 요인에 기인하는 경우가 많다는 것을 경험칙으로 느끼고 있다. 특히 근로관계의 본질적 구성요소를 ‘신뢰’와 ‘책임’이라 보았을 때, 당사자간 지킬 것은 지키고, 책임 질 것은 책임지는 태도와 자세가 필요하다.

## 근로계약서의 분쟁 사례
고용노동부가 만들어 사업장에 배포하는 근로계약서(표준근로계약서)는 회사가 직원을 고용할 때 회사와 직원이 작성하는 계약서이다.
공식 표준근로계약서는 '갑 OOO과 을 OOO는 다음과 같이 근로계약을 체결한다'는 내용으로 시작한다. 그리고 △근로계약기간 △근무장소 △업무내용 △근로시간 △임금 △기타 등 내용이 이어진다. 끝부문 서명란은 '사업체(갑)와 근로자(을)' 부문으로 나뉘어 있는 등 '갑'과 '을' 구분이 명확하다.
고용노동부는 이 같은 양식이 잠재의식에 작용하면서 고용주인 사업체가 근로자를 부당하게 대우할 소지가 있다고 지적했다. '갑' 위치에 놓인 회사가 '을'의 처지에 있는 직원들을 존중하지 않고 무시하거나, 불법 노동행위 등을 자행할 수도 있다는 것이다.
여기에는 노조가 없거나 영세한 사업장의 경우 문제가 심각하다. 심지어 근로계약서를 쓰지 않는 중소기업들도 존재하는데, 이럴 경우 회사가 임금을 체불해도 법적으로 문제삼기에 힘들다. 고용노동부는 앞으로 사업체와 직원이 동반자적 관계로 거듭날 수 있도록 모든 표준근로계약서상에 '갑'과 '을'이란 표현을 없애고, '사업체'와 '근로자'로만 표기할 방침이다.
2012년 말 국회에서 엉터리 계약서 문제가 지적됐다. 이후 2013년부터 한 달 근무시간을 실제 노동시간과 무관하게 ‘226’이라고 써넣는 계약서가 많아졌다. 여기서 하루-한 달 노동시간의 논리적 불일치를 휴게시간을 늘려 잡아 해소하는 방식으로 진화하고 있다.

‘계약과 실제의 간극’이란 허위 계약서의 본질은 그대로다. 계약서에 적힌 숫자보다 실제 노동시간은 월등히 많고, 노동시간과 무관하게 임금은 8시간 분량에 고정돼 있다. 표준근로계약서와 별도로 이중계약서(ㄱ·ㄴ·ㄷ의 경우) 작성 강요도 빈번해지고 있다.
약속이 무의미한 계약서가 널리 양산되고 있다는 사실은 ‘먹통 시스템’과 직결된다. 계약 내용이 진실에 부합하는지 검증하고 확인해야 할 관리·감독 기능이 제대로 작동하지 않고 있다. 최근 고용노동부는 ‘농·축산업 이주노동자들이 근로에 상응하는 임금을 받을 수 있도록 업종별 특성에 맞는 표준근로계약서를 만들라’는 국가인권위원회의 권고에 부정적 의견(제1033호 표지이야기 참조)을 밝혔다. 숙소 기준을 마련하란 권고에도 “사업주에게 과도한 부담을 지울 수 있다”며 반대했다.
고용노동부가 감독 책임을 회피하는 사이 노동조건과 숙박 비용을 일방적으로 설정한 이면계약서들이 표준근로계약서를 비웃고 있다. ‘계약이 성립할 수 없는 계약서’에 따라 계약이 공인받는 순간부터 한국인의 밥상은 농·축산업 이주노동자들의 부당성이 목격되고 있다.

## 표준근로계약서 양식의 예시
다음 양식은 예시로써  당사자의 사정에 따라 적절하게 임의변경하여 사용하는데 사용될수있는 표준적인 참고용이다.
| 표준근로계약서(기간의 정함이 있는 경우) |
| (이하 “사업주”라 함)과(와) (이하 “근로자”라 함)은 다음과 같이 근로계약을 체결한다. 1. 근로계약기간 : 년 월 일부터 년 월 일까지 2. 근무장소 : 3. 업무의 내용 : 4. 소정근로시간 : 근무일/휴일 : 6. 임 금 월(일, 시간)급 : 원 7.임금지급일 : 8. 지급방법 : 9. 근로계약서 교부 - 사업주는 근로계약을 체결함과 동시에 본 계약서를 사본하여 근로자의 교부요구와 관계없이 근로자에게 교부함(근로기준법 제17조 이행) 10. 기 타 - 이 계약에 정함이 없는 사항은 근로기준법령에 의함 년 월 일 (사업주) 사업체명 : (전화 : ) 주 소 : 대 표 자 : (서명) (근로자) 주 소 : 연 락 처 : 성 명 : |

## 근로계약서의 종류
근로계약서는 그 용도에 따라 정규직 근로계약서, 계약직(기간제) 근로계약서, 단시간(아르바이트) 근로계약서, 일용직 근로계약서, 청소년(연소자) 근로계약서 등으로 나뉜다.
대표적인 근로계약서 6종 양식 및 해설서 참고

## 같이 보기
- 노동자
- 일용직